# مولت (كالفادوس)
مولت هي بلدية سابقة في أقليم كلفادوس في منطقة نرمندية في شمال غرب فرنسا. في 1 يناير 2017، دُمجت في بلدية مولت تشيتشيبوفيل الجديدة. تقع البلدية على بعد حوالي 16 كيلومترًا جنوب شرق مدينة كان.

## تاريخها
تشير الآثار القديمة الموجودة فيها وفي المناطق التي حولها إلى أنها كانت موقع معسكر محصن كان يسيطر على المنطقة الواقعة بين Vieux وLisieux.